# Heoda
Heoda là một chi bướm ngày thuộc họ Lycaenidae.